# Stodółki (województwo pomorskie)
Stodółki – wieś w województwie pomorskim, w powiecie chojnickim, w gminie Czersk. 
Miejscowość wchodzi w skład sołectwa Krzyż.
W latach 1975–1998 miejscowość administracyjnie należała do województwa bydgoskiego.
Przed 2023 r. miejscowość była częścią wsi Krzyż.